# سسک بیشه بوگن‌ویل
سسک بیشه بوگن‌ویل (نام علمی: Cettia haddeni) نام یک گونه از سرده سسک‌های بیشه نمادین است.